# Ottobre (film)
Ottobre (in russo Октябрь?, Oktjabr') è un film del 1928 diretto da Sergej Michajlovič Ėjzenštejn.
Il film fu commissionato, con mezzi larghissimi e totale autonomia, dal governo sovietico per la commemorazione del decimo anniversario della Rivoluzione d'ottobre. Protagonista assoluta dell'opera è la massa di operai, soldati e cittadini che furono chiamati a interpretare se stessi nelle giornate vissute in prima persona.
Il film fu girato quasi interamente a Leningrado e qui proiettato il 20 gennaio 1928: 7 rulli, 2220 metri (ma il metraggio originale era di 3800). La critica accusò il regista di eccessivo sperimentalismo ed estetismo, tanto che Ejzenštejn fu costretto a eliminare dalla versione definitiva dell'opera i protagonisti della cosiddetta opposizione, Trotsky e Zinov'ev, in quei giorni espulsi dal Partito Comunista dell'Unione Sovietica.

## Trama
Pietroburgo, febbraio 1917. Dopo la rivoluzione di febbraio il monumento dello zar Alessandro III viene demolito. A causa dell'entrata nella prima guerra mondiale le condizioni del proletariato, sempre più sfruttato, affamato e infreddolito, non fanno che peggiorare.
In aprile Lenin torna dall'esilio in Svizzera per raccogliere il malcontento popolare e organizzare il colpo di Stato.
A luglio le truppe controrivoluzionarie del generale Kornilov si preparano a difendere la città. Dopo che i manifestanti vengono uccisi, i quartieri proletari vengono isolati dal centro facendo alzare i ponti, mentre i cadaveri dei manifestanti sono ancora sopra. Nel frattempo i borghesi lanciano con tono derisorio le copie della Pravda, il giornale bolscevico, nel fiume.
Anche il quartier generale dei bolscevichi viene distrutto e il governo provvisorio ordina l'arresto di Lenin, che nel frattempo si è nascosto in una capanna per dirigere la rivolta in sicurezza. Intanto Kerenskij, leader del governo provvisorio, si reca dallo zar e viene accostato satiricamente a una statua meccanica di un pavone e a una statuetta di Napoleone. Sotto la sua presidenza si instaura il governo provvisorio russo.
Kornilov, anch'egli paragonato a Napoleone, è considerato una perpetuazione del potere zarista. Tenta un contro-colpo di Stato facendo avanzare le sue truppe sulla città "nel nome di Dio e della patria".

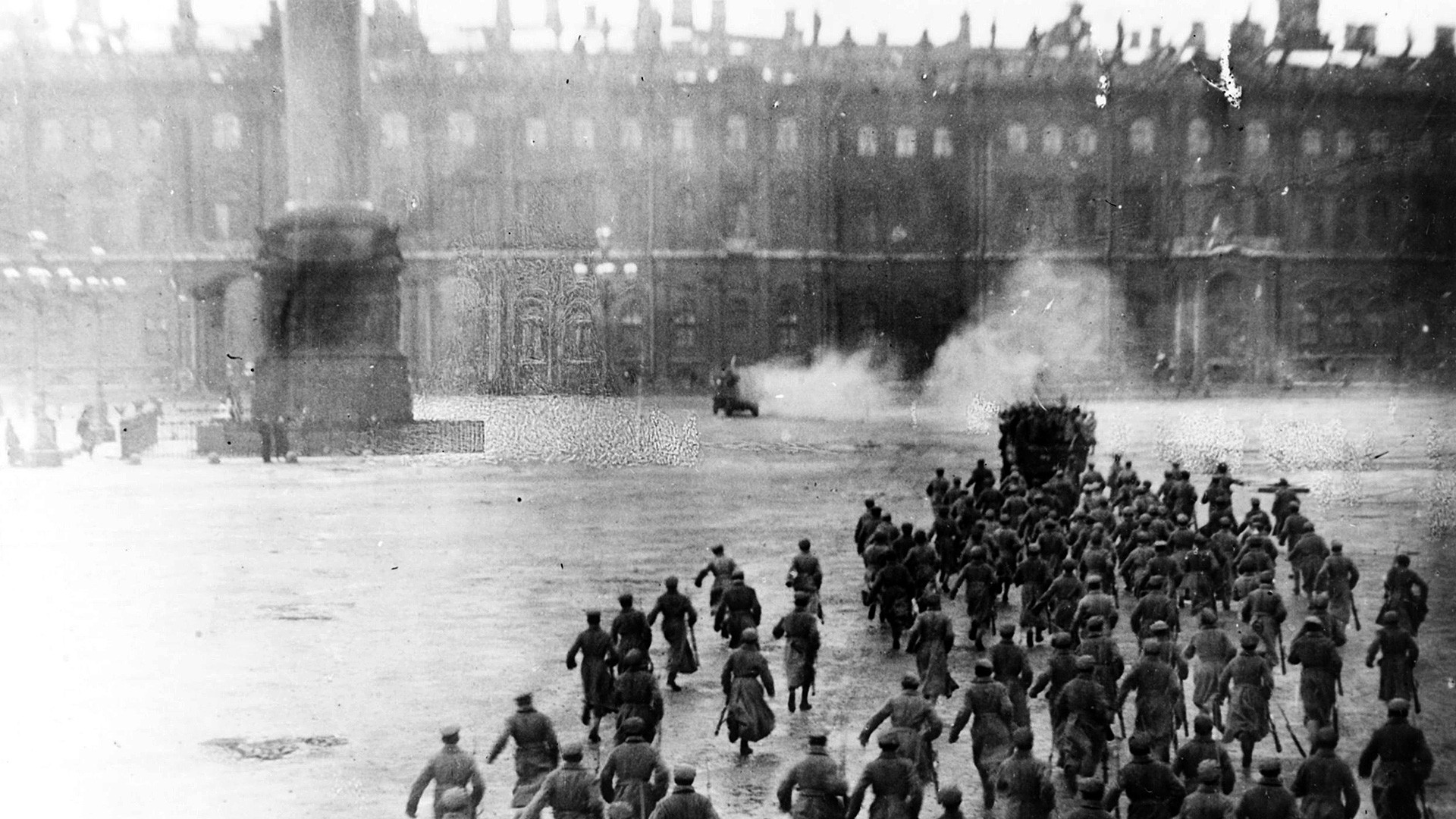
La presa del Palazzo d'Inverno in una scena del film

Il messaggio rivoluzionario, diffuso attraverso dei volantini, fa presa anche sull'esercito del governo, che stringe una fratellanza con i bolscevichi, simboleggiata dall'unione nel ballo popolare lezginka. Kerenskij nel frattempo si è rifugiato sotto una montagna di cuscini nel letto della zarina. In questa lotta tra "due Bonaparte", Kerenskij è costretto a piegarsi chiedendo l'aiuto dei bolscevichi, che prendono il controllo dell'arsenale della città e arrestano Kornilov. Gli operai vengono addestrati ad usare le armi per l'"ultima decisiva battaglia".
In ottobre, al secondo congresso dei soviet viene approvata la proposta di insurrezione di Lenin. Mentre l'Aurora salpa, gli operai riprendono il controllo dei ponti della città. Il governo provvisorio cade il 25 ottobre alle 10 del mattino. La Guardia Rossa fa irruzione nel Palazzo d'Inverno, arrestando gli occupanti, e perquisendoli uno ad uno rivelando i tentativi di furto degli oggetti preziosi presenti nel palazzo. Lenin prende il potere dichiarando che la "rivoluzione operaia e contadina si è compiuta".

## Riconoscimenti
Nel 1929 è stato indicato tra i migliori film stranieri dell'anno dal National Board of Review of Motion Pictures.